# Cherusci
I Cherusci erano una tribù germanica che abitò nella valle del Reno e nelle pianure e foreste della Germania nord-occidentale (tra l'attuale Osnabrück e Hannover) tra il I secolo a.C. ed il I secolo d.C.

## Territorio
Al tempo di Plinio il Vecchio, Strabone e Tacito (fine I secolo d.C.) occuparono i territori della Bassa Sassonia meridionale. Confinavano con Ampsivari, Bructeri, Marsi e Sigambri (a ovest), Catti (a sud), Cauci (a nord) e Fosi (ad est), questi ultimi caddero in disgrazia con i Cherusci dopo essere stati attaccati dai Catti.

## Storia

### Origini
Pomponio Mela, nella sua Chorographia, colloca gli Herminones nell'area del Golfo di Codano; secondo la Naturalis Historia di Plinio il Vecchio, gli Herminones comprendevano i Suebi (che in realtà coincidevano con la totalità del popolo), gli Ermunduri, i Catti e i Cherusci (sebbene queste ultime due tribù altri le collochino invece tra gli Istaevones).

### Guerre contro i Romani sotto Augusto e Tiberio
Essi furono dapprima alleati e poi nemici di Roma. Furono combattuti per primi da un generale romano, il figliastro di Augusto, Druso maggiore, nel corso delle campagne militari del 12-9 a.C.. Si racconta infatti che:
- Nell'11 a.C. Druso operò più a sud, affrontando e battendo per primi il popolo degli Usipeti. Gettò un ponte sul fiume Lupia, l'attuale Lippe (che si trova di fronte a Castra Vetera, l'odierna Xanten) ed invase il territorio dei Sigambri (assenti poiché in lotta con i vicini Catti), costruendovi alcune fortezze (tra cui la latina Aliso); si spinse, infine, nei territori di Marsi e Cherusci, fino al fiume Visurgis, l'odierno Weser.[7]
- Nel 9 a.C. costrinse alla resa prima i Marcomanni (che in seguito a questi avvenimenti decisero di migrare in Boemia), poi la potente tribù dei Catti ed alcune popolazione suebe limitrofe (probabilmente gli Ermunduri) oltre ai Cherusci, e si spinse dove nessun altro romano era giunto mai, al fiume Elba.[8] Morì poco dopo, davanti agli occhi del fratello, Tiberio Claudio Nerone, accorso al suo capezzale, per una banale caduta da cavallo.[9]

Lucio Domizio Enobarbo (dal 3 all'1 a.C.) condusse una serie di campagne militari, intervenendo negli affari interni dei Cherusci (che si trovavano al di là del fiume Weser), ma pur non subendo una sconfitta campale, si guardò bene dall'intraprendere nuove azioni in quelle regioni, non ancora sottomesse al dominio di Roma (1 a.C.). Per tutte queste azioni militari si meritò gli ornamenta triumphalia. Negli anni dall'1 al 3, Marco Vinicio, nominato legatus Augusti pro praetore della Gallia Comata, Germania (fino al fiume Weser) e Rezia occidentale, riuscì a sedare una grave rivolta tra i Germani, primi fra tutti i Cherusci, al termine della quale ottenne gli Ornamenta triumphalia de Cherusciis.
Più tardi, nel 4 d.C. fu Tiberio, il futuro imperatore, ad entrare in Germania, dove sottomise Canninefati, Cattuari e Bructeri; riacquistò inoltre al dominio di Roma i Cherusci (popolazione a cui apparteneva Arminio). Ma i piani strategici di Tiberio prevedevano di passare il fiume Visurgis (attuale Weser) e penetrare oltre. Velleio Patercolo ricorda che «si attribuì tutta la responsabilità di questa guerra tanto disagevole e pericolosa, mentre le operazioni di minor rischio furono affidate al suo legato, Senzio Saturnino». Sul finire dell'anno lasciò, infine, presso le sorgenti del fiume Lupia (attuale Lippe), un accampamento legionario invernale (si tratta forse del sito archeologico di Anreppen).

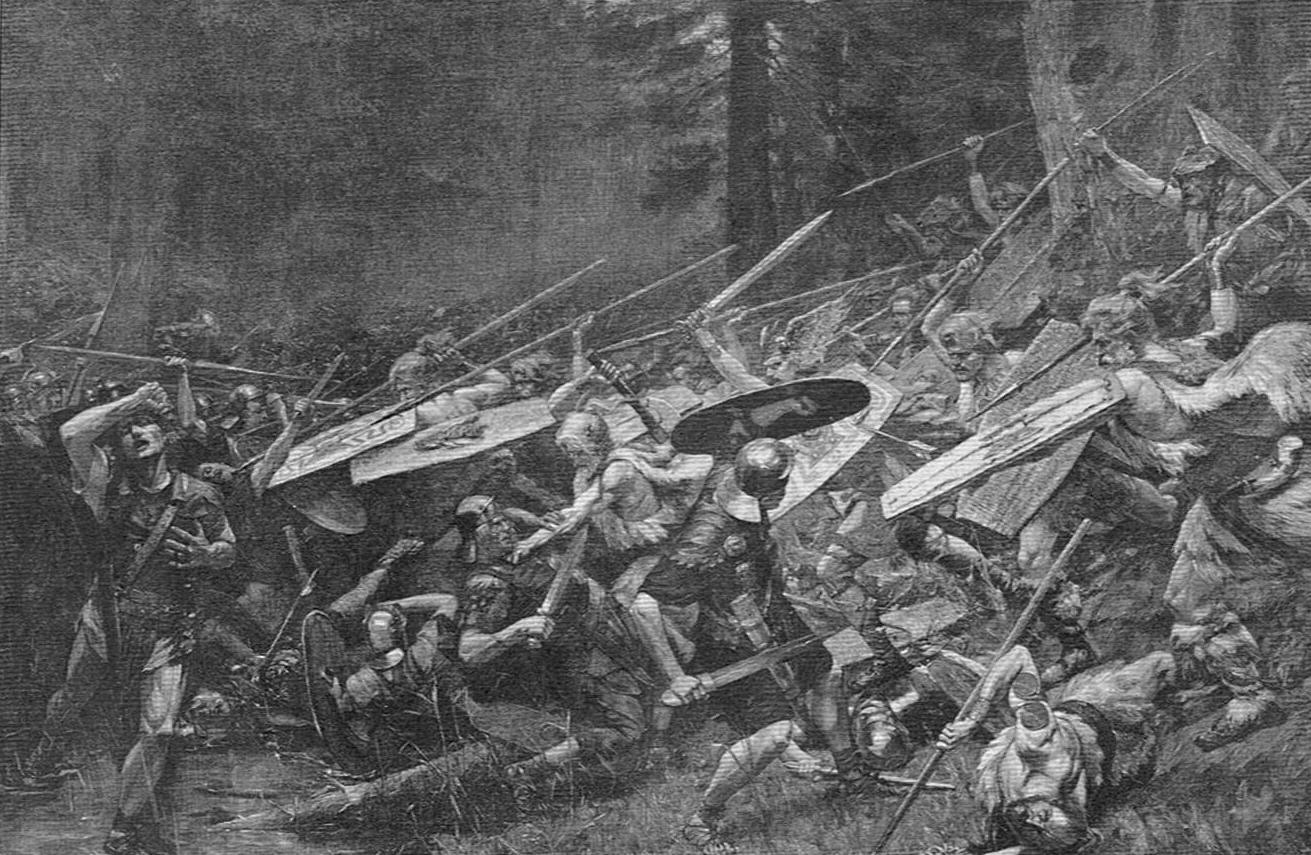
L'armata romana di Varo è sorpresa nella foresta di Teutoburgo (oggi Kalkriese) e completamente annientata

I Cherusci sono però ricordati, soprattutto per la loro partecipazione alla battaglia della foresta di Teutoburgo, quando un esercito di tribù germaniche (Cherusci appunto, Bructeri, Marsi e Catti), coalizzate sotto il comando del capo dei Cherusci, Arminio, distrusse un esercito romano, posto sotto il comando di Publio Quintilio Varo (nel 9 d.C.). La battaglia ebbe luogo nei pressi dell'odierna località di Kalkriese, nella Bassa Sassonia, e si risolse in una delle più gravi disfatte subite dai romani: tre intere legioni (la XVII, la XVIII e la XIX) furono annientate, oltre a 6 coorti di fanteria e 3 ali di cavalleria ausiliaria.
(Strabone, Geographia, VII, 1, 4.)
Questa devastante sconfitta di fatto arrestò l'espansione di Roma in Germania e costrinse l'impero romano, dopo alcuni anni di campagne militari condotte da Germanico, pur culminate nella vittoria romana (vedi Battaglia di Idistaviso), a ritirarsi definitivamente oltre il Reno e il Danubio. Così lo storico Tacito descrive il momento precedente lo scontro tra le due masse di armati ad Idistaviso:

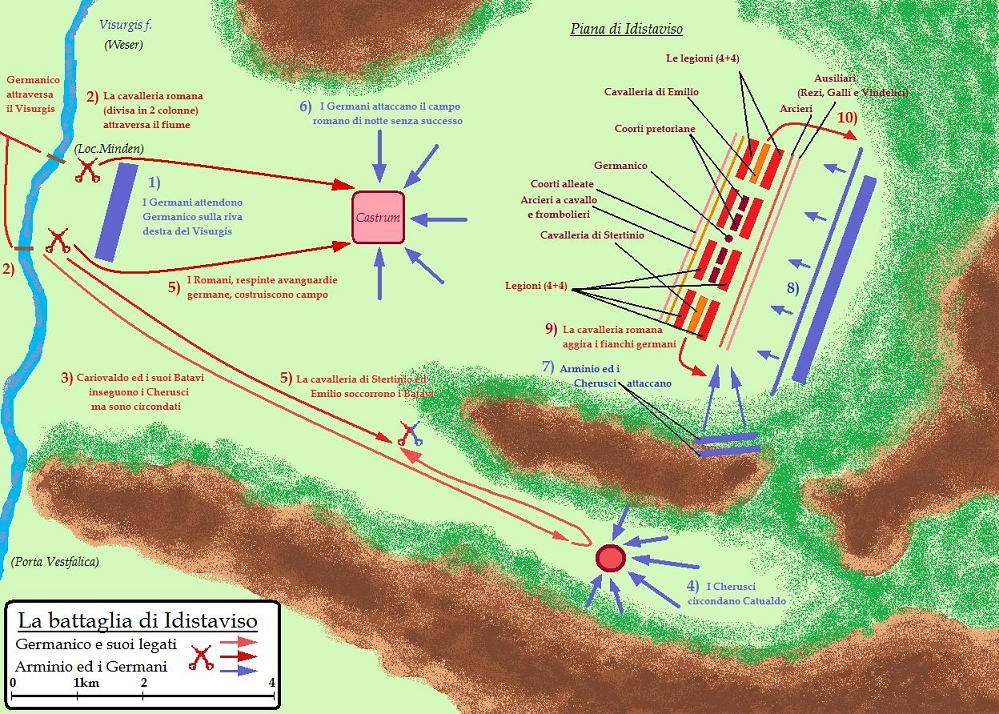
La piana di Idistaviso e la battaglia che si svolse tra le legioni di Germanico e le orde dei Germani di Arminio nel 16 d.C.

(Tacito, Annales, II, 9-10.)
E ancora Tacito racconta:
(Tacito, Annales, II, 26.)

### Lotta tra Arminio (Cherusci) e Maroboduo (Marcomanni)

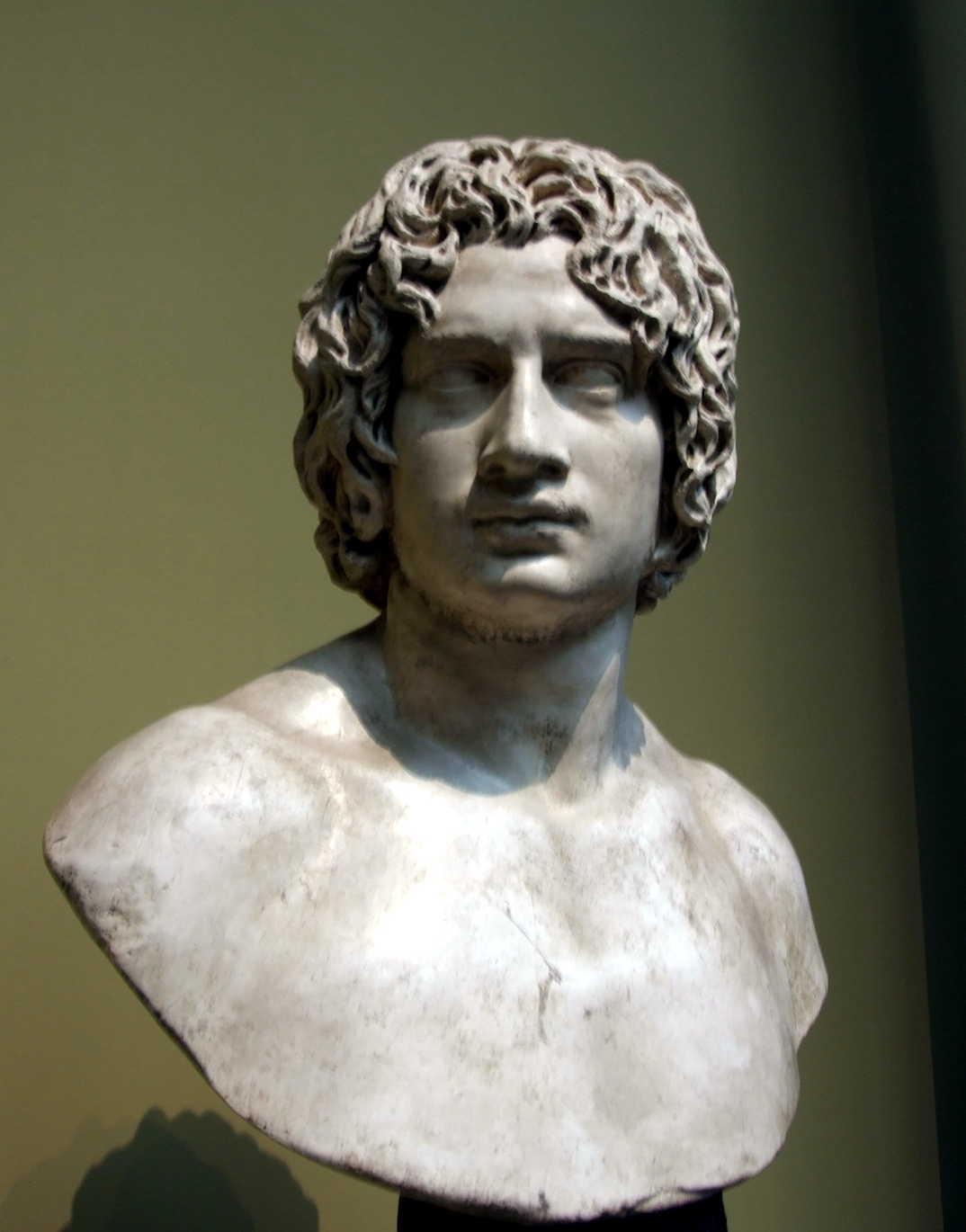
Busto detto di Arminius, principe germanico e eroe nazionale tedesco

Una volta che i Romani si ritirarono, scoppiò la guerra tra Arminio e Maroboduo, l'altro potente capo germanico dell'epoca, re dei Marcomanni (che erano stanziati nell'odierna Boemia). Le due coalizioni si scontrarono in una battaglia campale. Nel 18, infatti, Arminio, dopo aver raggruppato sotto il suo comando numerose tribù germaniche (come Longobardi, Semnoni, che defezionarono dalla confederazione marcomanna), mosse guerra ai Marcomanni. Arminio non poté contare su un certo Inguiomero, suo zio, che preferì schierarsi dalla parte del re marcomanno per non dover rassegnarsi ad ubbidire al giovane figlio del fratello.
Si arrivò ad uno scontro frontale tra le due fazioni (era il 18 o 19). Contrariamente alle antiche tradizioni germaniche, ora abituati a seguire gli ordini dei loro comandanti dopo tanti anni di guerre condotte contro i Romani ed in alcuni casi dopo aver militato tra le file delle truppe ausiliarie romane, le due schiere si affrontano disposte in modo ordinato. Arminio addirittura "indicava le spoglie e le armi romane, che vedeva ancora impugnate da molti", dopo averle strappate in seguito al massacro delle legioni di Varo (battaglia della foresta di Teutoburgo).  L'ex ausiliario accusava infatti Maroboduo di essere "un satellite di Cesare, che meritava d'essere spazzato via con lo stesso furore con cui avevano eliminato Quintilio Varo". Così racconta Tacito la battaglia:
(Tacito, Annales, II, 46.)
Tiberio gli rispose che non sarebbe intervenuto in faccende interne alle popolazioni germaniche, poiché Maroboduo stesso si era mantenuto neutrale quando nel 9 Augusto aveva richiesto il suo aiuto militare dopo la sconfitta di Varo.
La guerra si era pertanto conclusa con una vittoria di misura da parte di Arminio. Maroboduo fu costretto a chiedere asilo all'imperatore Tiberio poiché un giovane nobile di nome Catualda, in passato esiliato dallo stesso Maroboduo, decise di vendicarsi e con l'inganno riuscì ad irrompere nella reggia di Maroboduo privandolo del suo regno. Tiberio, una volta venuto a sapere che Maroboduo, fuggito dal suo regno, aveva passato il Danubio e si era spinto fino nel Norico, decise di accogliere le sue richieste lasciando che lui e la sua corte potessero prender dimora a Ravenna.

L'anno successivo, nel 19, Arminio fu assassinato da alcuni suoi sudditi, contrari al suo crescente potere: 
(Tacito, Annales, II, 88.)

### Al tempo di Domiziano
Tacito che scrisse la sua Germania attorno al 98, scrisse che i Cherusci infiacchirono in una lunga pace, che generò per essi un maggior piacere ma anche un costante stato di insicurezza. I Cherusci che una volta erano stati chiamati «buoni e giusti» furono poi attaccati dei vicini Catti.
Sappiamo che al tempo di Domiziano (attorno all'88), il re dei Cherusci, Chariomero, venne cacciato dal suo regno dai Catti, poiché si era dimostrato amico ed alleato dei Romani. Inizialmente riuscì a radunare un nuovo esercito ed a fare ritorno; ma più tardi venne abbandonato da chi lo aveva rimesso sul trono, quando decise di inviare ostaggi ai Romani, divenendo "cliente" di Domiziano. Egli non garantì alcun sostegno militare ai Romani, ma ricevette denaro dagli stessi.

### III e IV secolo
Sembra che i Cherusci confluissero nella federazione dei Sassoni già a partire dal III secolo. Si racconta ad esempio che negli anni:
286Il prefetto della flotta del canale della Manica, il futuro usurpatore Carausio, che aveva come sede principale della flotta la città di Gesoriacum, riuscì a respingere gli attacchi dei pirati Franchi e Sassoni lungo le coste della Britannia e della Gallia Belgica, mentre Massimiano sconfisse Burgundi ed Alemanni, come suggerisce un suo panegirico del 289.
287Nuovi successi sulle tribù germaniche sono confermate dal fatto che a Diocleziano fu rinnovato l'appellativo di "Germanicus maximus" per ben due volte nel corso dell'anno. I successi furono ottenuti dalle armate dell'altro augusto, Massimiano, contro Alemanni e Burgundi sull'alto Reno, oltre a Sassoni e Franchi lungo il corso inferiore.